# 良田村
良田村，位於中國广东省河源市东源县黄田镇的一个村级行政区。常住人口约2,000人，以曾姓为主；主要资源有温泉和稀土矿。